# Seddera hirsuta
Seddera hirsuta är en vindeväxtart som beskrevs av Damm. och Hallier f. Seddera hirsuta ingår i släktet Seddera och familjen vindeväxter. Utöver nominatformen finns också underarten S. h. glabrescens.